# داوسونفيل
داوسونفيل (بالإنجليزية: Dawsonville, Georgia)‏ هي مدينة تقع في مقاطعة داوسون بولاية جورجيا في الولايات المتحدة. تبلغ مساحة هذه المدينة 5 (كم²)، وترتفع عن سطح البحر 416 م، بلغ عدد سكانها 2536 نسمة في عام 2010 حسب إحصاء مكتب تعداد الولايات المتحدة.

## أعلام
- روي هال
- تشيس إليوت
- بيل إليوت
- كيسي إليوت

## وصلات خارجية
- Cities & Counties - Georgia.gov